# Marcus Kappel
Marcus Kappel, auch Markus Kappel, (* 24. Februar 1839 in Köln; † 19. Januar 1919 in Berlin) war ein deutscher Bankier, Kaufmann, Kunstsammler und Mäzen.

## Leben
Marcus Kappel erwarb sein Vermögen vorwiegend mit dem Getreidehandel. Bis 1873 war sein Unternehmen in Köln ansässig, bevor der Sitz nach Berlin verlegt wurde. 1897 zog er sich in den Ruhestand zurück, blieb aber Mitglied im Aufsichtsrat der Phönix AG für Bergbau und Hüttenbetrieb. Er verfügte im Jahr 1913 über ein privates Vermögen von etwa 7,5 Millionen Mark, sein Einkommen belief sich im gleichen Jahr auf 490.000 Mark.

## Kunstsammlung
Marcus Kappel begann seine Sammeltätigkeit erst, nachdem er sich zur Ruhe gesetzt hatte. Beraten von Museumsdirektor Wilhelm von Bode, baute er eine hochwertige Sammlung von holländischen und flämischen Gemälden des 17. Jahrhunderts auf, in der sich qualitätvolle Werke von Willem van Aelst, Gerard Dou, Anthonis van Dyck, Frans Hals, Nicolaes Maes, Gabriel Metsu, Rembrandt van Rijn, Peter Paul Rubens und Jan Steen befanden, die er in einem eigens errichteten Oberlichtsaal seines Hauses Tiergartenstraße 14 aufhängen ließ. Für die Hängung der Kunstwerke war gleichfalls Wilhelm von Bode verantwortlich, der sich bei der Ausgestaltung an seiner Präsentation im Kaiser-Friedrich-Museum orientierte. 

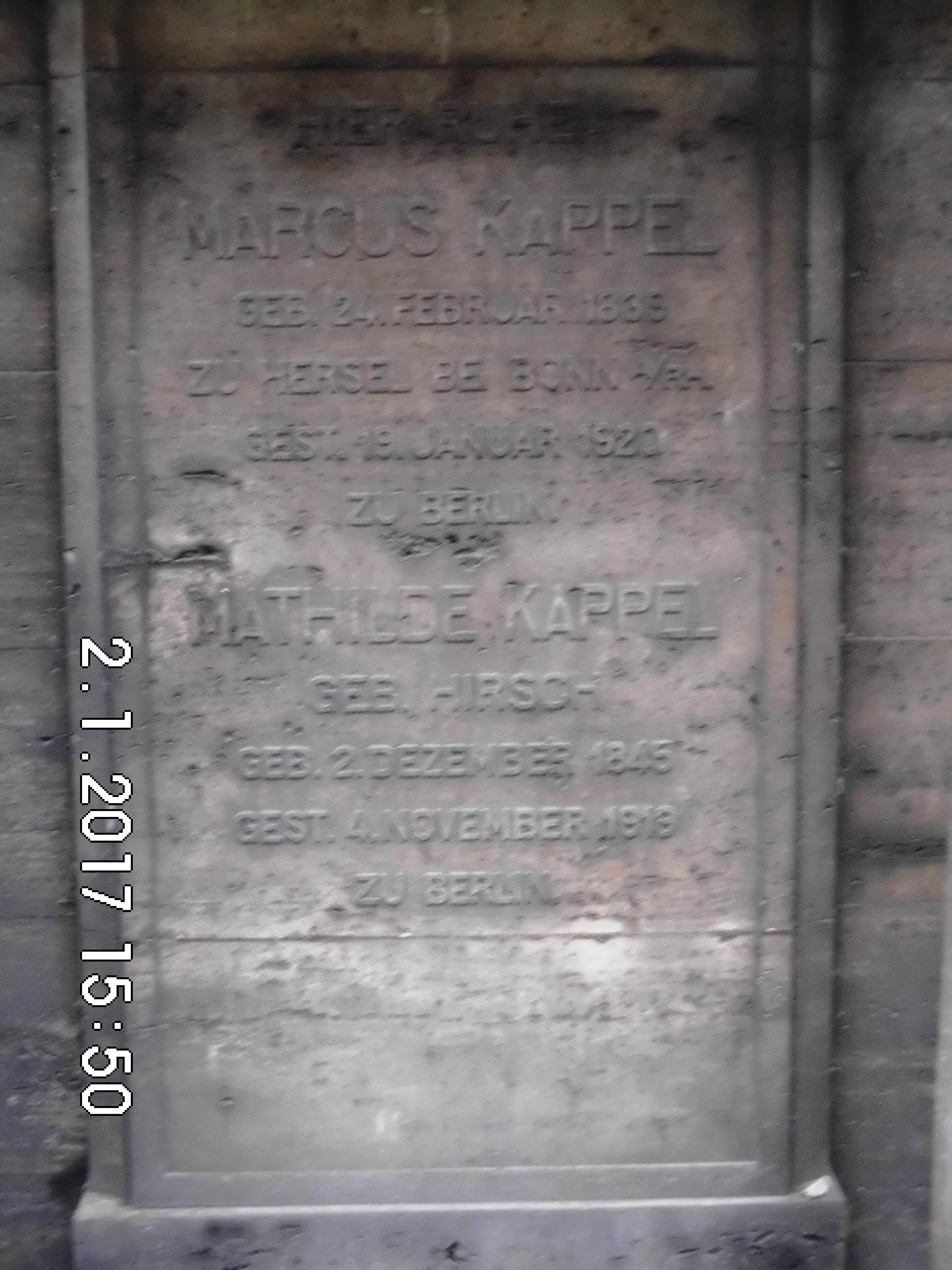
Inschrift für Marcus und Mathilde Kappel auf ihrer Mazevah

Darüber hinaus sammelte Kappel auch altdeutsche, altniederländische, italienische Renaissancekunst und Kunst des 19. Jahrhunderts. Zu seinen Favoriten gehörten Gemälde und Zeichnungen von Adolph Menzel. Kappel war Mitglied im Kaiser Friedrich-Museums-Verein und stiftete den Berliner Museen (Abteilung der Bildwerke der christlichen Epoche, Gemäldegalerie, Nationalgalerie, Kupferstichkabinett sowie der islamischen und ostasiatischen Sammlung) eine Reihe von Kunstwerken.
Kappel ruht auf dem Jüdischen Friedhof an der Schönhauser Allee in Berlin-Prenzlauer Berg (Feld L1), in der Familiengruft wurden außer seiner Ehefrau Mathilde Kappel geb. Hirsch (1845–1919) auch David Kappel (* 16. August 1840; † 24. September 1903) und Edith Kappel geb. Simonsen (* 28. Mai 1853; † 2. Oktober 1920) bestattet.